# ICD-9

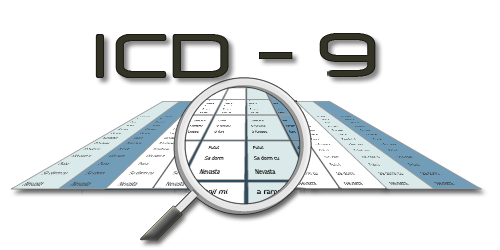
ICD-9 codes (logo)

ICD-9 is de negende versie van International Statistical Classification of Diseases and Related Health Problems kortweg ICD, waarin aandoeningen systematisch geclassificeerd zijn. ICD-9 werd gepubliceerd door de wereldgezondheidsorganisatie in 1977.
In ICD-9 worden aandoeningen met een cijfercode beschreven:
- 001–139: Infectieziekten en parasitaire aandoeningen
- 140–239: Nieuwvormingen
- 240–279: Endocriene ziekten en voedings- en stofwisselingsstoornissen
- 280–289: Aandoeningen van het bloed en bloedvormende organen
- 290–319: Psychische aandoeningen
- 320–359: Aandoeningen van het zenuwstelsel
- 360–389: Aandoeningen van de zintuigen
- 390–459: Hart- en vaatziekten
- 460–519: Aandoeningen van het ademhalingssysteem
- 520–579: Aandoeningen van het spijsverteringssysteem
- 580–629: Aandoeningen van het genitaal stelsel
- 630–676: Complicaties bij zwangerschap, geboorte en kraambed
- 680–709: Aandoeningen van de huid en onderliggend weefsel
- 710–739: Aandoeningen van het bot- en spierstelsel en verbindend weefsel
- 740–759: Congenitale afwijkingen
- 760–779: Condities voortkomend uit de perinatale periode
- 780–799: Symptomen, signs, and ill-defined conditions
- 800–999: Verwondingen en vergiftigingen
- E en V codes: Externe oorzaken van verwondingen en aanvullende classificatie

De opvolger van ICD-9 is ICD-10, maar vanwege de daarin sterk veranderde codering is ook de ICD-9 in de vorm van ICD-9-CM bijgewerkt en nog steeds in gebruik. ICD-9-CM (International Classification of Diseases, Ninth Revision, Clinical Modification) is gebaseerd op de ICD-9 van de WHO met een wijziging om klinisch gebruik te ondersteunen. ICD-9-CM is het officiële systeem van toekenning van codes aan diagnoses en procedures die geassocieerd zijn met ziekenhuisgebruik in de Verenigde Staten.
Een Nederlandse vertaling van ICD-9 is de CvZ (Classificatie van Ziekten), inmiddels geformaliseerd als ICD-9-DE en onder meer bedoeld om te gebruiken met diagnosebehandelcombinatie-codering (DBC) zoals die in Nederlandse ziekenhuizen gebruikt wordt.